# 大山英寿
大山 英寿（おおやま ひでとし、1966年12月29日 - ）は、日本のギタリスト。秋田県出身。血液型A型。左利き。愛称はセニョール、セニョ。

## 来歴
小学生の頃KISSに影響を受け音楽に興味を持ち、高校時代に本格的にバンドを始める。高校卒業後上京、数年間の会社員生活ののち音楽活動に専念、
1993年THE SPACE COWBOYSを結成、1996年キューン・ソニーレコードよりデビュー。8枚のシングル、4枚のアルバムをリリース。2000年8月新宿Loftでのライブを最後にTHE SPACE COWBOYS解散。
解散後は自身のバンドGOLDで活動のほか、Valentine D.C.のKen-ichiがボーカルを務めるバンドCaseに参加。2001年まで活動。
2001年10月よりTHE EASY WALKERSにサポートギタリストとして参加し2003年11月まで活動。
2003年、廣瀬洋一のバンドHEESEY WITH DUDESにファーストライブより参加。2003年12月正式加入。2005年10月脱退、音楽活動を休止する。
2019年7月よりGOLDで音楽活動を再開。2021年嶋田直樹、HIROKI、元fringe tritoneの斉藤篤生と共にTHE MONOLITH結成。

## 人物
- ギターの選択肢が少ない左利きであるが、所有ギターの豊富さと自ら施した塗装や改造の特異さから月刊ギグスで三回特集記事が組まれた。[3][4][5]
- ニックネームの一つであるJewelryはTHE EASY WALKERSのボーカル流賀"Ryu"良志彦による命名で、バンド名GOLDのインスピレーションともなった。[6]
- TIMESLIP-RENDEZVOUSのギタリスト井澤雄逸とはTHE SPACE COWBOYS結成以前にANGEL BABYS、続いてプラスティックファンタスティックというバンドを組んでいたことがあり[7]、その後も現在に至るまで「前略、道の上から」という名のアコースティックユニットで不定期で共演している。[8]

## 出演

### ラジオ
- 駒沢六弦倶楽部（2022年9月 – 、FM MOOV KOBE）